# Campionato serbo di pallamano maschile
Il Campionato serbo di pallamano maschile, conosciuto anche come Arkus Liga per motivi di sponsorizzazione,  è l'insieme dei tornei istituiti ed organizzati dalla Federazione di pallamano della Serbia (Rukometni savez Srbije).

La prima stagione si disputò nel 2006-2007; dall'origine a tutto il 2024 si sono tenute 18 edizioni del torneo.

La squadra che vanta il maggior numero di campionati vinti è il RK Vojvodina con 11 titoli (tutti consecutivi) ed è anche l'attuale squadra campione in carica.

## Organizzazione del campionato

### Struttura
Quella che segue è una sintetica struttura dei primi livelli del torneo.
| Livello | Campionato                                | Campionato                                | Campionato                                | Campionato                                | Campionato                                | Campionato                                | Campionato                                | Campionato                                |
| 1       | Arkus Liga 12 clubs                       | Arkus Liga 12 clubs                       | Arkus Liga 12 clubs                       | Arkus Liga 12 clubs                       | Arkus Liga 12 clubs                       | Arkus Liga 12 clubs                       | Arkus Liga 12 clubs                       | Arkus Liga 12 clubs                       |
| 2       | Superliga B 48 clubs divisi in tre gironi | Superliga B 48 clubs divisi in tre gironi | Superliga B 48 clubs divisi in tre gironi | Superliga B 48 clubs divisi in tre gironi | Superliga B 48 clubs divisi in tre gironi | Superliga B 48 clubs divisi in tre gironi | Superliga B 48 clubs divisi in tre gironi | Superliga B 48 clubs divisi in tre gironi |

## Albo d'oro
| Edizione | Vincitore     | Secondo              |
| -------- | ------------- | -------------------- |
| 2006-07  | Stella Rossa  | Partizan             |
| 2007-08  | Stella Rossa  | Kolubara             |
| 2008-09  | Partizan      | Kolubara             |
| 2009-10  | Kolubara      | Stella Rossa         |
| 2010-11  | Partizan      | Stella Rossa         |
| 2011-12  | Partizan      | Vojvodina            |
| 2012-13  | Vojvodina     | Partizan             |
| 2013-14  | Vojvodina     | Radnički Kragujevac  |
| 2014-15  | Vojvodina     | Spartak Subotica     |
| 2015-16  | Vojvodina     | Metaloplastika Šabac |
| 2016-17  | Vojvodina     | Dinamo Pančevo       |
| 2017-18  | Vojvodina     | Železničar Niš       |
| 2018-19  | Vojvodina     | Metaloplastika Šabac |
| 2019-20  | non assegnato | non assegnato        |
| 2020-21  | Vojvodina     | Partizan             |
| 2021-22  | Vojvodina     | Partizan             |
| 2022-23  | Vojvodina     | Partizan             |
| 2023-24  | Vojvodina     | Metaloplastika Šabac |
| 2024-25  | Partizan      | Vojvodina            |

## Riepilogo vittorie per club
| Numero | Club         | Anni                                                                                              |
| ------ | ------------ | ------------------------------------------------------------------------------------------------- |
| 11     | Vojvodina    | 2012-13, 2013-14, 2014-15, 2015-16, 2016-17, 2017-18, 2018-19, 2020-21, 2021-22, 2022-23, 2023-24 |
| 4      | Partizan     | 2008-09, 2010-11, 2011-12, 2024-25                                                                |
| 2      | Stella Rossa | 2006-07, 2007-08                                                                                  |
| 1      | Kolubara     | 2009-10                                                                                           |